# Xerraire negre
El xerraire negre (Melanocichla lugubris) és un ocell de la família dels timàlids (Timaliidae) fins fa poc inclòs al gènere Garrulax.

## Hàbitat i distribució
Habita boscos als turons de Malaca i Sumatra.